# Movimiento al Socialismo (Puerto Rico)
El Movimiento al Socialismo (MAS) es una organización revolucionaria en Puerto Rico que lucha por la independencia y el socialismo. Creada en 2008, el MAS es el producto de la fusión del Partido Revolucionario de los Trabajadores (PRT-Macheteros), la Juventud de Izquierda Revolucionaria, el Taller de Formación Política y el Proyecto de Trabajo Político. Tres de éstas organizaciones (PRT-Macheteros, JIR y TFP) formaban parte del Frente Socialista (FS).

## Ideología
El MAS es una organización socialista allegada al pensamiento marxista. Lucha tanto por la independencia de Puerto Rico como por la creación de una sociedad comunista dirigida por la clase trabajadora.

## Trayectoria
El MAS tiene una participación notable en diferentes luchas sociales en Puerto Rico, particularmente en el sector sindical-laboral, estudiantil y comunitario. Varios dirigentes sindicales están afiliados al MAS e impulsan la línea del MAS en cuanto a la necesidad de un frente unido de las y los trabajadores y la construcción de un partido amplio de la clase trabajadora que recoja diferentes sectores del movimiento obrero, comunitario y popular. En la lucha estudiantil, la Juventud 23 de septiembre (J23-MAS) tiene una destacada participación en la Universidad de Puerto Rico, particularmente el Recinto de Río Piedras. Tres (3) expresidentes del Consejo General de Estudiantes (UPR-RP) pertenecen actualmente al MAS. En la lucha comunitaria, miembros del MAS, particularmente abogados, han tenido una destacada participación impulsando una mayor coordinación entre las diferentes luchas libradas por comunidades individuales.

## Estructura
El MAS está organizado a nivel nacional en Comités de Base (municipios, centros de trabajo, universidades) divididos en Zonas. El Congreso del MAS es el principal organismo dirigente y este se reúne cada dos (2) años. La Dirección Nacional dirige los trabajos del MAS entre Congreso. Además, la DN elige una Comisión Política que se encarga de la dirección de día a día. La Juventud 23 de septiembre es el organismo de juventud del MAS.

## Miembros destacados
Entre los portavoces del MAS se encuentran:
- Rafael Bernabe, profesor universitario, expresidente de la Asociación Puertorriqueña de Profesores Universitarios (APPU)
- Alvin R. Couto de Jesus, abogado comunitario

El primer Congreso del MAS fue dedicado, entre otros al fallecido dirigente socialista Jorge Farinacci, uno de los principales propulsores de la unidad entre las organizaciones socialistas. Cabe destacar que la organización de Farinacci García, el PRT-Macheteros, fue una de las organizaciones que se fusionó para crear el MAS.